# Territoires occupés par la Russie

Carte montrant la fédération de Russie en rouge foncé avec les territoires occupés par la Russie en Europe en rouge clair, comme suit :
1. Transnistrie (depuis 1992)
2. Abkhazie (depuis 1992)
3. Ossétie du Sud (depuis 2008)
4. Crimée (depuis 2014)
5. Oblast de Louhansk (partiellement occupé par la république populaire de Louhansk depuis 2014)
6. Oblast de Donetsk (partiellement occupé par la république populaire de Donetsk (depuis 2014)
7. Oblast de Zaporijjia (partiellement occupé depuis 2022)
8. Oblast de Kherson (partiellement occupé depuis 2022)
(Cette carte n'inclut pas les îles Kouriles, disputées avec le Japon.)

Les territoires occupés par la Russie au fil des conflits post-soviétiques sont des terres situées à l’extérieur des frontières internationalement reconnues de la Russie, désignées par l’Organisation des Nations unies et la plus grande partie de la communauté internationale comme étant « sous occupation militaire russe ». Ils se trouvent tous au Sud des frontières russes, cernent le Sud de l’Ukraine, élargissent l’accès russe à la mer Noire et permettent le contrôle des principales passes du Caucase. Ce sont les territoires de la Transnistrie (région autonome de la Moldavie selon l’ONU), de l’Abkhazie et de l’Ossétie du Sud (régions autonomes de la Géorgie selon l’ONU) et d’un cinquième de l’Ukraine.
De plus, cinq îles appartenant à la Russie et reconnues comme telles par l'ONU sont revendiquées par d'autres États : dans l’océan Arctique l’île Victoria prise à la Norvège en 1932, et dans l’océan Pacifique les quatre îles Kouriles les plus méridionales, prises au Japon en 1945.

## Contexte
La vision géopolitique des dirigeants de la Russie d’aujourd’hui s’enracine dans le temps long. Étendre l’Empire sur son voisinage et le poser en protecteur des chrétiens d'Orient fait partie de l’identité russe depuis longtemps, sous tous les régimes, en tant que « troisième Rome » (Constantinople ayant été la « deuxième Rome » de 395 à 1453), en tant que « métropole de toutes les Russies » (tout pays de tradition orthodoxe étant susceptible de devenir une Russie) et en tant que « centre du prolétariat mondial » (de 1917 à 1991). L’histoire de l’ancien Empire russe comme celle de l’URSS sont utilisées pour légitimer les objectifs de pouvoir et d’influence de Moscou sur son territoire, sur ses abords proches et dans le monde ; leurs symboles (aigle bicéphale, étoile rouge…) sont omniprésents ensemble dans l'espace public et les forces armées russes.

## Moldavie

### Transnistrie (1992-présent)

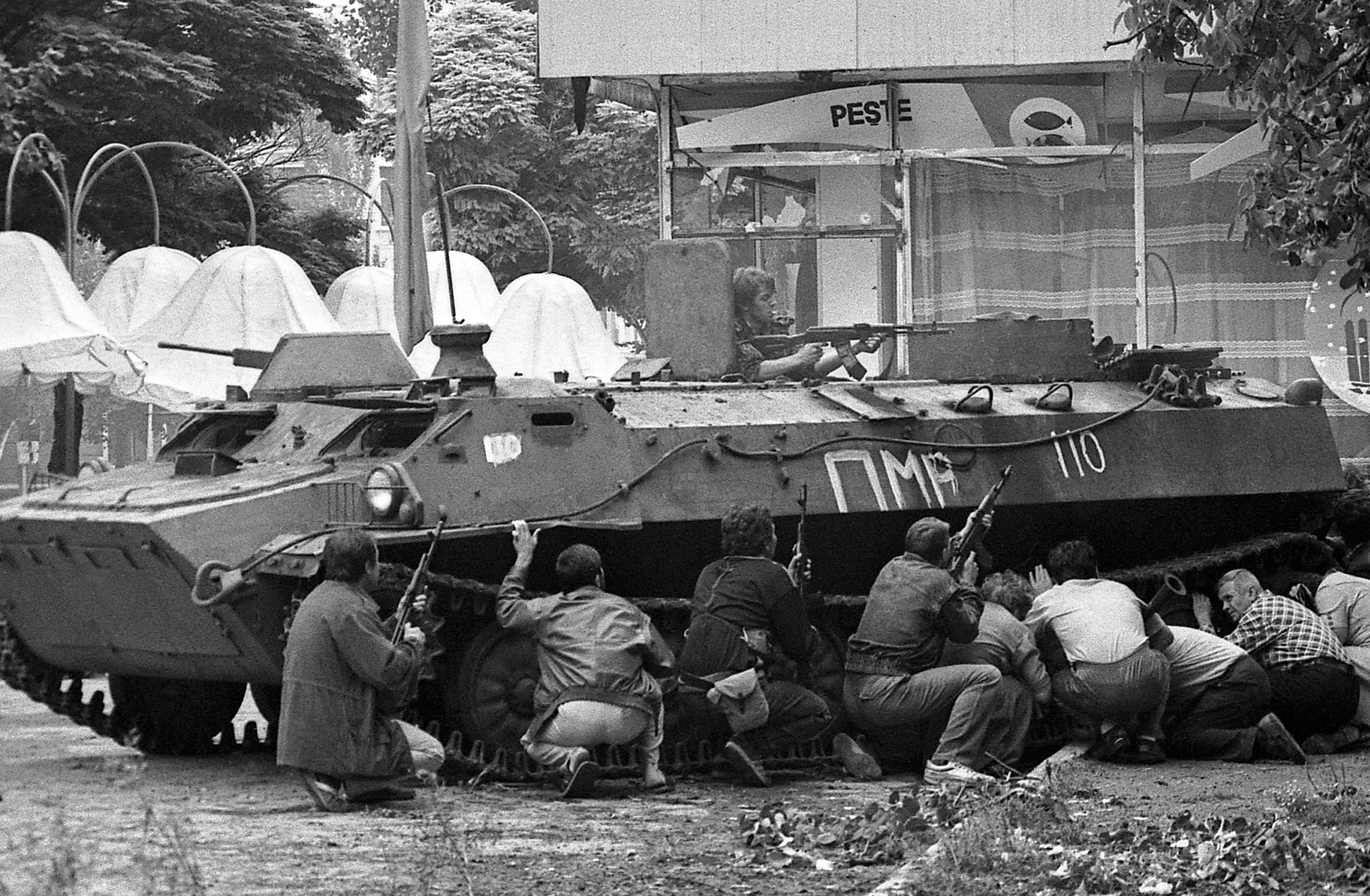
Forces transnistriennes pendant la bataille de Tighina.

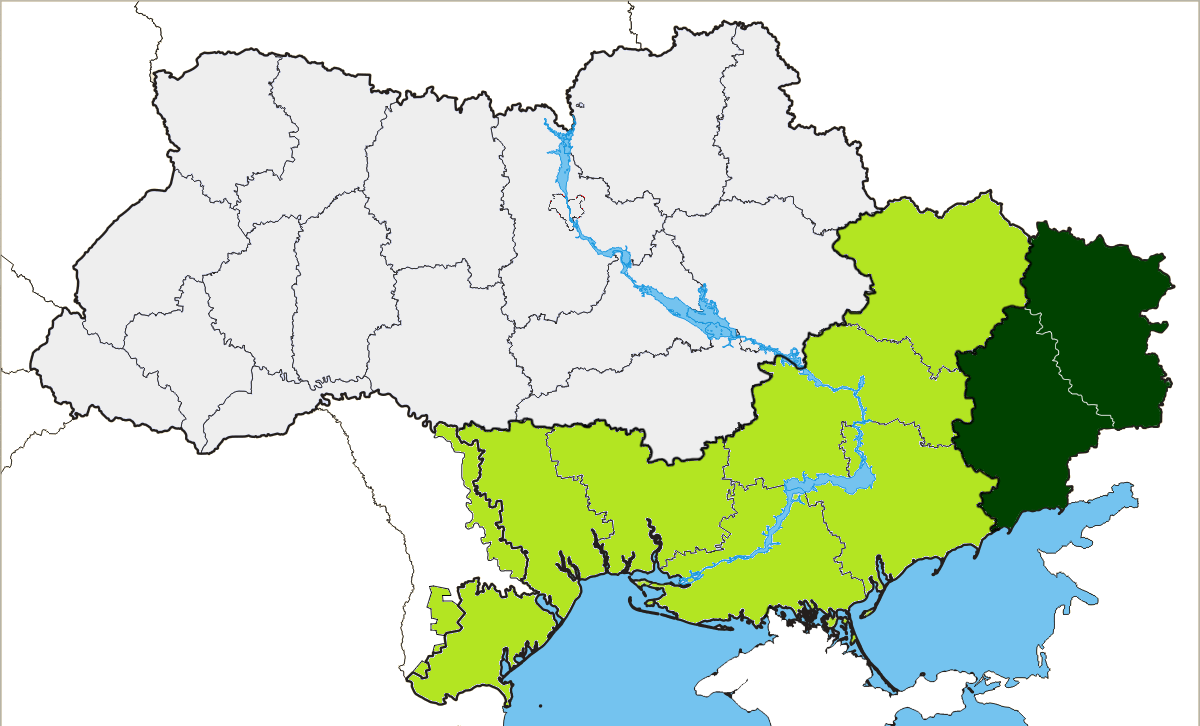
La « Nouvelle Russie », telle qu'elle est revendiquée depuis 2016 par le « Parti de la Nouvelle Russie » de Pavel Goubarev (incluant la Transnistrie, la Gagaouzie et une partie de l'Ukraine) ; en vert foncé, les oblasts de Donetsk et Lougansk.

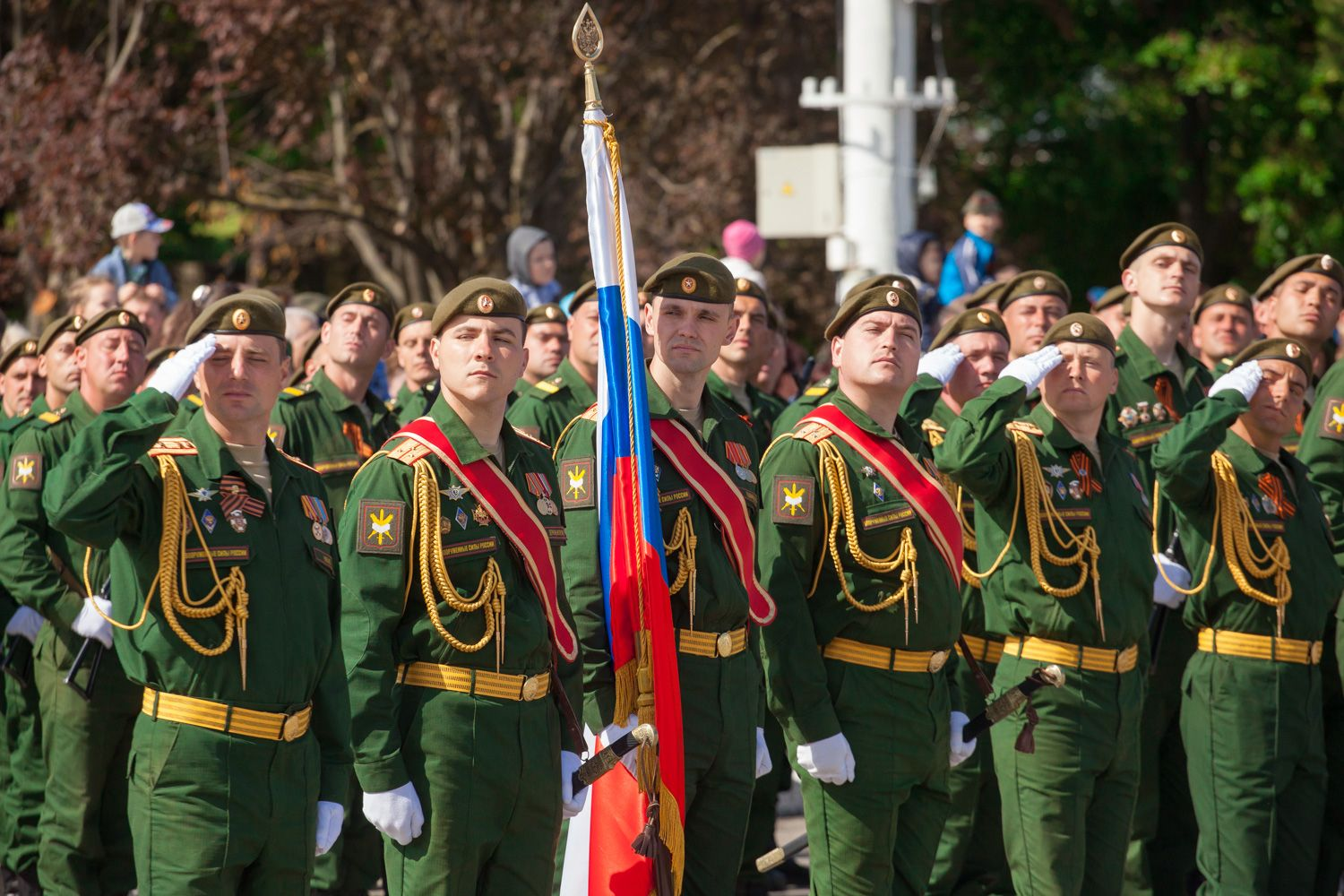
Membres du Groupe opérationnel des forces russes en Transnistrie lors des célébrations du Jour de la Victoire à Tiraspol en 2017.

Pendant la dislocation de l'URSS, la majorité des Moldaves de la république socialiste soviétique de Moldavie manifeste pour que leur langue devienne langue officielle de la république et revienne à l'alphabet latin, et pour être reconnus comme Roumains (à égalité avec les Russes, les Ukrainiens et les Gagaouzes de Moldavie qui, eux, sont bien reconnus comme tels). Les plus revendicatifs demandent qu'un référendum leur ouvre la possibilité de s'unir avec la Roumanie, à l'exemple de la République démocratique moldave de 1918. Cela inquiète les autorités et les médias soviétiques, puis russes, qui présentent la Roumanie et les Roumains comme des vecteurs du « fascisme » et de l'« impérialisme occidental », suscitant des mouvements séparatistes en Transnistrie et en Gagaouzie (la république socialiste soviétique de Moldavie avait une structure unitaire jusque-là). Ces régions se proclament autonomes et, en cas d'union de la Moldavie avec la Roumanie, exigent de rester soviétiques ; après la disparition de l'URSS, elles déclarent souhaiter devenir des exclaves de la Russie comme l'oblast de Kaliningrad.
En 1992 les tensions dégénèrent en guerre le long du Dniestr, qui, après la sanglante bataille de Tighina en juin 1992, aboutit à la victoire des troupes russes et transnistriennes. De mars 1992 jusqu'au cessez-le-feu du 21 juillet 1992, les affrontements entre la 14e armée russe, soutenant les séparatistes, et les forces moldaves font plus de 2 000 morts. Après le cessez-le-feu, la Transnistrie a fait plusieurs demandes pour rejoindre la fédération de Russie, soit comme exclave, soit comme partie de la nouveaux territoires russes dont l'extension semble possible depuis l'invasion de l'Ukraine par la Russie en 2022.
Bien que la Russie ne reconnaisse pas officiellement la Transnistrie, des forces russes sont stationnées, au mépris de la résolution des nations unies no A/72/L.58 demandant leur retrait. En outre, un signe inquiétant pour la Moldavie est l'abrogation, le 22 février 2023, du décret russe de 2012 exprimant la volonté du Kremlin de « trouver une solution légale pour la Transnistrie en respectant l'intégrité territoriale de la Moldavie », abrogation permettant au Kremlin de reconnaître l'indépendance transnistrienne, comme elle l'a déjà fait avec l'Abkhazie ou l'Ossétie du Sud en Géorgie.

## Géorgie

### Abkhazie et Ossétie du Sud (2008-présent)

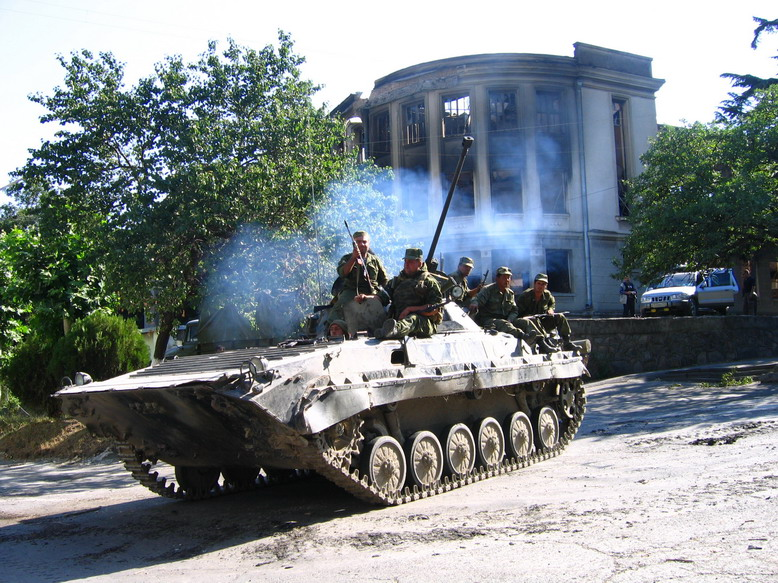
BMP-2 russe de la en Ossétie du Sud.

Après la deuxième guerre d'Ossétie du Sud, le président Dmitri Medvedev signe le 26 août 2008 des décrets reconnaissant l'indépendance de l'Abkhazie et de l'Ossétie du Sud-Alanie en tant qu'États souverains. La Russie a établi des relations diplomatiques avec ces États partiellement reconnus et a placé des troupes russes dans les deux. Les civils géorgiens habitant ces régions (majoritaires en Abkhazie) en ont été expulsés et expropriés. Des forces de sécurité russes ont été déployées le long des lignes de démarcation à travers la Géorgie.
De nombreux journalistes et médias étrangers, ainsi que des organisations non gouvernementales, ont qualifié l'Abkhazie et l'Ossétie du Sud de territoires occupés par la Russie,,,,,.
De facto l'Abkhazie et l'Ossétie du Sud ne sont accessibles aux étrangers qu'à partir de la Russie, avec un visa russe, et le parlement géorgien a adopté à l'unanimité une résolution le 28 août 2008 déclarant officiellement l'Abkhazie et l'Ossétie du Sud comme territoires occupés par la Russie et les troupes russes comme forces d'occupation. La loi géorgienne interdit à ses citoyens l'entrée dans les régions occupées depuis la Russie et soumet les contrevenants à une amende ou à une peine d'emprisonnement. En provenance de Géorgie, l'Abkhazie n'est accessible qu'à partir de la municipalité de Zougdidi, via le pont d'Enguri. Depuis septembre 2019, l'Ossétie du Sud n'autorise l'entrée à partir du territoire géorgien ni aux citoyens géorgiens, ni aux étrangers, à l'exception des détenteurs d'un permis spécial valable uniquement sur deux points de passage : Akhalgori - Odzisi (municipalité de Mtskheta) et Karzmani (municipalité de Sachkhere).
En avril 2010, la commission des affaires étrangères du parlement géorgien a demandé aux organes législatifs de 31 pays de déclarer l'Abkhazie et l'Ossétie du Sud comme territoires sous occupation russe et de reconnaître l'expulsion massive et violente de civils géorgiens de ces régions par la Russie comme nettoyage ethnique. Le ministère russe des Affaires étrangères a exigé de la Géorgie qu'elle abolisse cette loi. Pendant ce temps, l'Assemblée générale des Nations unies a condamné chaque année les changements démographiques qui se produisent dans les deux régions à la suite du déplacement forcé des civils Géorgiens et du refus du droit au retour des personnes déplacées. En 2022, 95 membres de l'ONU ont soutenu la résolution, contre 12 et 56 abstentions. Un rapport de l'ONU de 2022, reconnu par la même résolution, estime que la Russie viole, par ces lignes de démarcation, les principes de « liberté de mouvement ».
L'Ossétie du Sud a également demandé à plusieurs reprises une annexion de l’État par la Russie, à laquelle les médias géorgiens ont répliqué par une contre-proposition satirique : l'unification de l'Ossétie-Alanie, du Nord et du Sud, en tant que région autonome de la Géorgie, impliquant de facto la cession de l'Ossétie du Nord par la Russie à la Géorgie.
L'Abkhazie et l'Ossétie du Sud-Alanie sont internationalement reconnues (en) par la Syrie, le Nicaragua, le Venezuela et Nauru.

## Ukraine

### Prise de contrôle russe de la Crimée et du Donbass oriental (2014-présent)

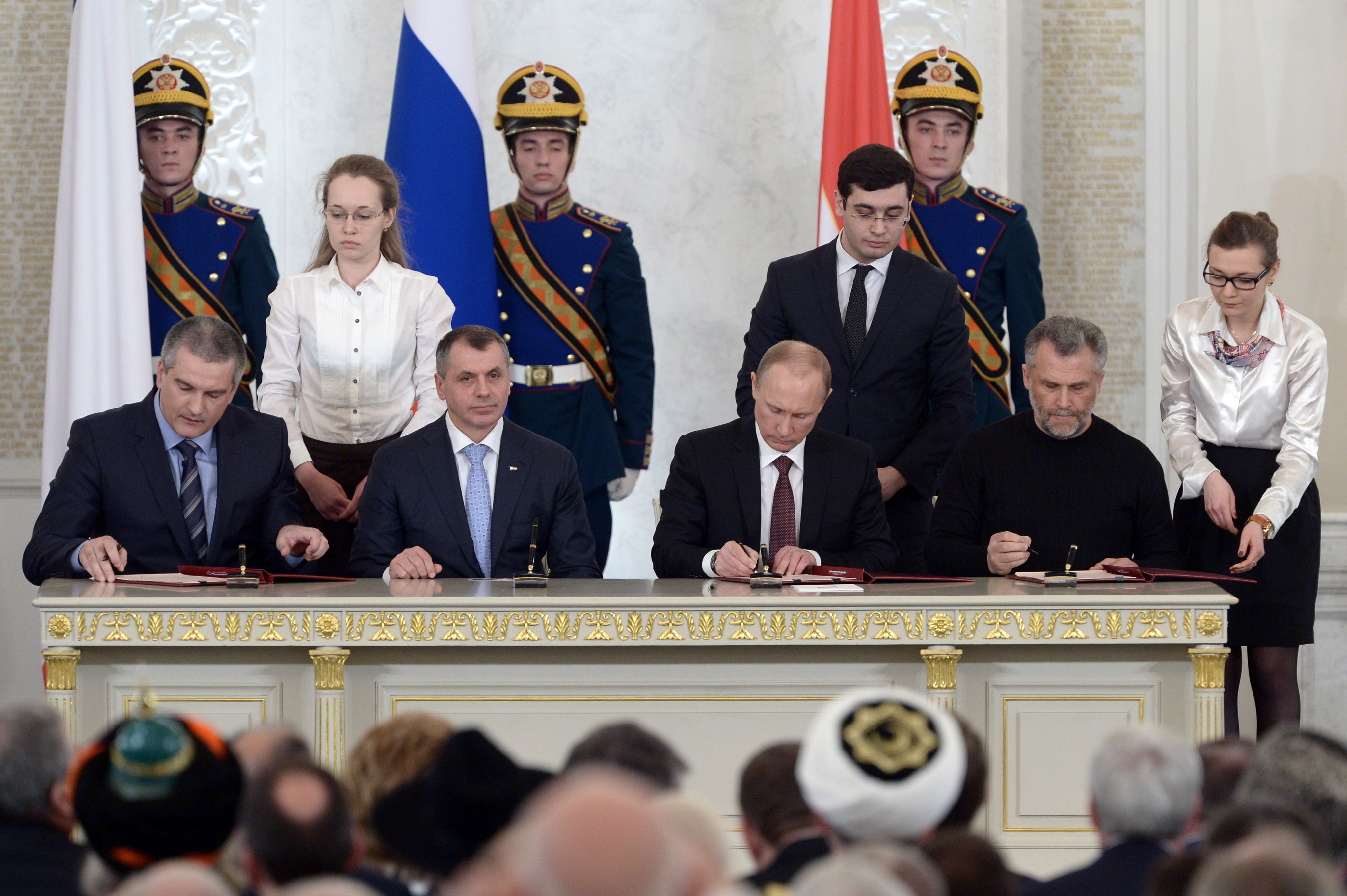
Vladimir Poutine, 2e à droite, signant le traité d'annexion de la Crimée par la fédération de Russie avec les dirigeants de la Crimée.

Après l'invasion militaire russe qui a entraîné la perte du contrôle ukrainien de la péninsule de Crimée et de certaines parties des oblasts de Donetsk et de Louhansk, la situation concernant la péninsule de Crimée est plus complexe depuis que la Russie a annexé le territoire en mars 2014 et l'administre désormais comme deux sujets fédéraux - la république de Crimée et la ville fédérale de Sébastopol. L'Ukraine continue de revendiquer la Crimée comme faisant partie intégrante de son territoire, soutenue par la plupart des gouvernements étrangers 
Réactions internationales à l'annexion de la Crimée par la fédération de Russie (en) et la résolution 68/262 de l'Assemblée générale des Nations unies, bien que la Russie et Statut politique de la Crimée (en) reconnaissent la Crimée comme faisant partie de la fédération de Russie ou aient exprimé soutien au référendum de 2014 sur le statut de la Crimée.
En 2015, le parlement ukrainien, Rada, a officiellement fixé au 20 février 2014 la date du « début de l'occupation temporaire de la Crimée et de Sébastopol par la Russie »,,.

### Invasion de l'Ukraine continentale (depuis 2022)

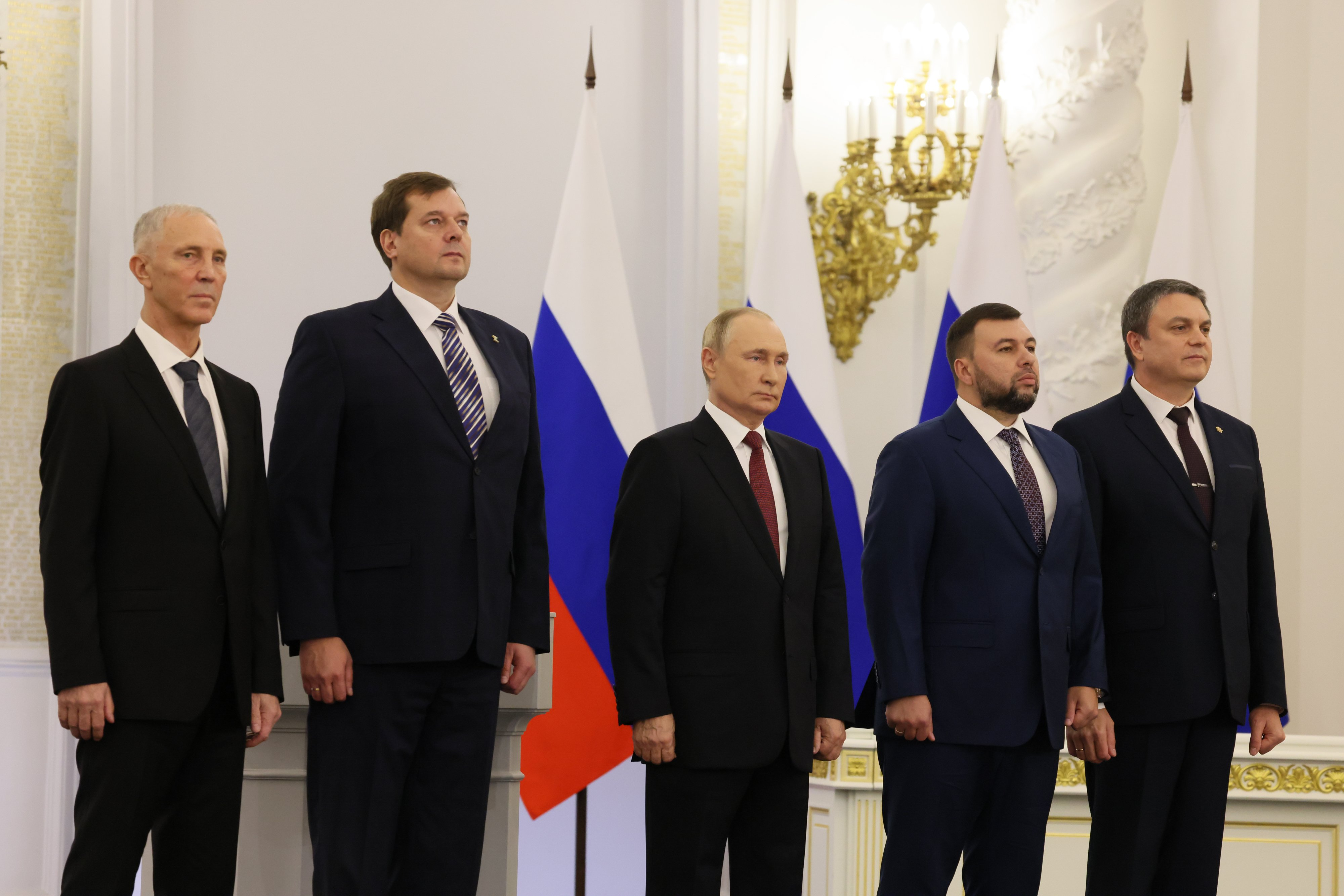
Vladimir Poutine, 3e au milieu, avec des dirigeants prorusses le 30 septembre 2022, lors de la cérémonie d'annexion de Moscou.

En février 2022, la Russie a lancé une invasion à grande échelle de l'Ukraine après avoir reconnu la république populaire de Donetsk et la république populaire de Lougansk en tant qu'États indépendants. Depuis août 2022, la Russie occupe des territoires dans l'oblast de Kherson, l'oblast de Zaporijjia, l'oblast de Kharkiv et l'oblast de Mykolaïv. La Russie, la république populaire de Donetsk et les séparatistes soutenus par la Russie occupent des parties de l'oblast de Donetsk. La Russie, la république populaire de Lougansk et les séparatistes soutenus par la Russie occupent la majeure partie de l'oblast de Louhansk. En septembre 2022, l'armée ukrainienne a repris la quasi-totalité de l'oblast de Kharkiv.
La Russie a organisé des référendums sur l'annexion dans les territoires occupés de l'Ukraine du 23 au 27 septembre 2022. Le 30 septembre 2022, Vladimir Poutine a signé des documents déclarant que ces régions occupées faisaient désormais partie de la Russie, et leur annexion a été approuvée par la Cour constitutionnelle de la fédération de Russie et ratifiée par le Conseil de la fédération de Russie, bien que les frontières nouvellement revendiquées de la fédération de Russie restent à déterminer.

## Contentieux relatif aux îles Kouriles

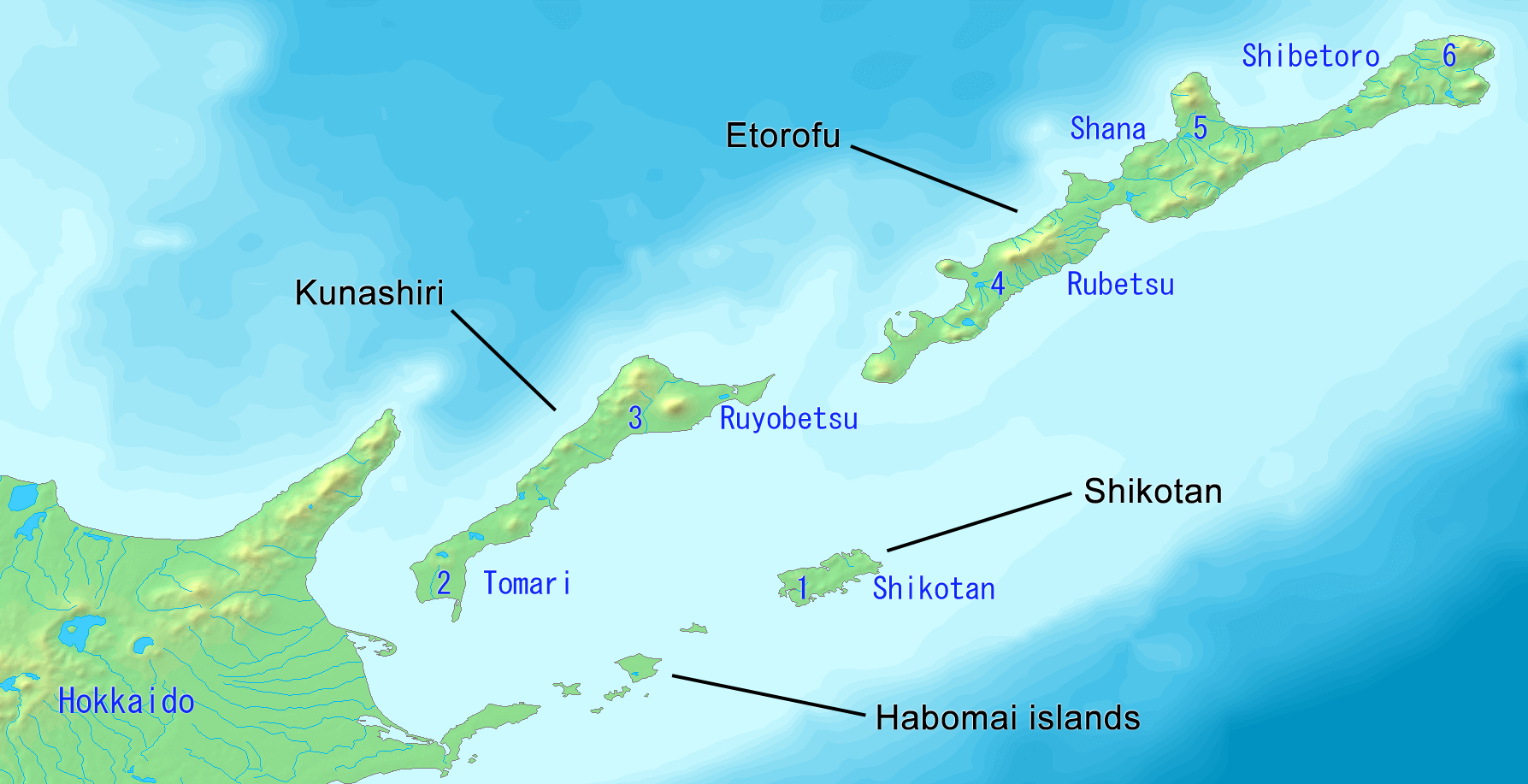
Les îles contestées en question : îles Habomai, Chikotan, Kunashiri (Kounachir) and Etorofu (Itouroup).

Le contentieux sur les îles Kouriles est, depuis la fin de la Seconde Guerre mondiale, un litige frontalier entre le Japon et la fédération de Russie sur la propriété de quatre îles Kouriles les plus méridionales, sous administration russe en tant que raïon de Ioujno-Kourilsk de l'oblast de Sakhaline (Сахалинская область, oblast de Sakhalinskaya). L'ensemble des îles Kouriles a été annexé par l'Union soviétique à la suite de l'invasion des îles Kouriles, mais le Japon considère n'avoir pas cédé les quatre îles les plus méridionales, qu'il appelle ses « Territoires du Nord » ou « Chishima méridionales », et les considère comme faisant partie de la sous-préfecture de Nemuro de la préfecture d'Hokkaidō. Par l'Ordre général n° 1 (en), le Japon et les États-Unis soutiennent que jusqu'à ce qu'un traité de paix de la Seconde Guerre mondiale entre le Japon et la Russie soit conclu, ces îles contestées sont un « territoire occupé sous contrôle russe ». Le Parlement européen, dans la résolution « Résolution du Parlement européen sur les relations entre l'Union européenne, la Chine et Taïwan et la sécurité en Extrême-Orient », adoptée le 7 juillet 2005, a appelé la Russie à restituer au Japon les îles Kouriles du Sud « occupées ».
La Russie soutient que toutes les îles Kouriles, y compris celles que le Japon appelle les Territoires du Nord, font légalement partie de la Russie à la suite de la Seconde Guerre mondiale, leur acquisition étant aussi légitime que tout autre changement de frontières internationales après la guerre.

## Cas de la Tchétchénie

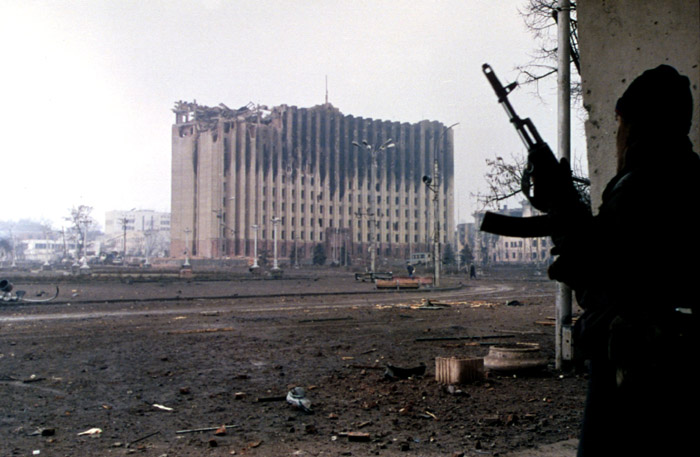
Un soldat debout devant un bâtiment à côté du palais présidentiel détruit lors de la bataille de Grozny en 1995.

La Tchétchénie est incluse dans le territoire internationalement reconnu de la Russie. Cependant, lors de l'effondrement de l'URSS, la république tchétchène d'Itchkérie fait sécession de la RSSA de Tchétchéno-Ingouchie (l'Ingouchie restant loyale à la Russie), elle-même membre de la RSFS de Russie.

### Première et seconde guerre
En 1994, la Russie a attaqué la république tchétchène d'Itchkérie, déclenchant la première guerre de Tchétchénie, qui s'est terminée par une victoire tchétchène en 1996 et le maintien de son indépendance vis-à-vis de la Russie.
À peine 3 ans plus tard, la Russie a lancé une autre attaque contre la Tchétchénie, déclenchant la seconde guerre de Tchétchénie. Les forces russes ont occupé Grozny puis la Tchétchénie en 2000, mais les combattants tchétchènes ont continué à se battre dans les montagnes et ne se sont jamais officiellement rendus. En 2007, le gouvernement itchkérien s'est enfui en exil sous la direction du nouveau président Akhmed Zakaïev et en 2009, la Russie a officiellement déclaré la fin des « opérations antiterroristes », mettant ainsi fin à la seconde guerre.

### Reconnaissance de la Tchétchénie
À l'époque, seuls deux pays reconnaissaient activement la république tchétchène d'Itchkérie, à savoir la Géorgie et l'émirat islamique d'Afghanistan des talibans. Le premier pays à reconnaître l'indépendance de la Tchétchénie a été la Géorgie en 1992, mais depuis l'occupation russe en 2000, la Géorgie ne l'a plus activement reconnu même si elle n’a jamais officiellement levé cette reconnaissance. L'Afghanistan a reconnu l'indépendance de la Tchétchénie en 2000 mais a été démantelé un an plus tard par les Américains.
L'Estonie et l'Azerbaïdjan voulaient également reconnaître l'indépendance de la Tchétchénie dans les années 1990, mais finalement l'Estonie n'y est pas parvenue à cause des pressions de la Russie elle-même et de l'Union européenne et l'Azerbaïdjan n'a pas reconnu la Tchétchénie en raison de l'instabilité du pays, la première guerre du Haut-Karabagh et le coup d'État ultérieur de 1993.
En 2022, l'Ukraine, soumise à une guerre d'invasion menée par la Russie, décide de reconnaître à son tour l'ancienne république séparatiste vaincue.